# Regimento do estrolabio e do quadrante
tractado da spera do mundo
Regimento do estrolabio e do quadrante : tractado da spera do mundo (Règles de l'astrolabe et du quadrant : traité de la sphère du monde) est le titre du plus ancien document connu sur la science nautique au Portugal. Le seul exemplaire connu appartient à la Bayerische Staatsbibliothek (bibliothèque d'État de Bavière) autrefois la bibliothèque royale de Munich.

## Historique

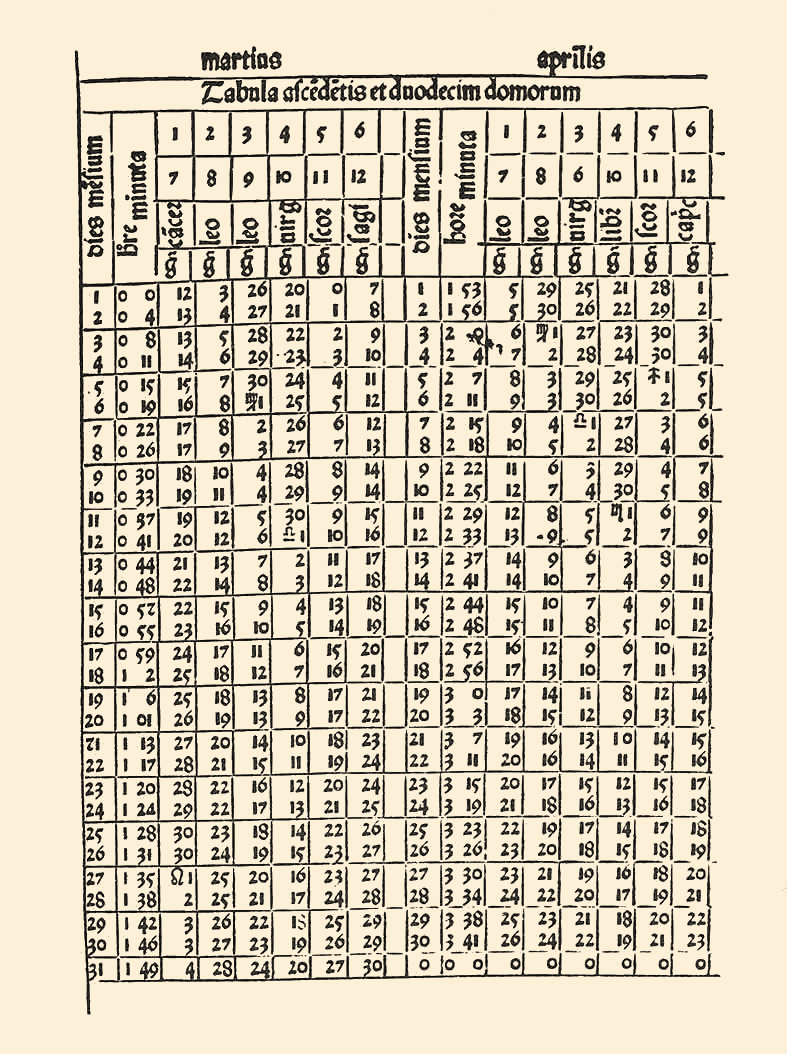
Tables pour les mois de mars et avril de l'Almanach Perpetuum d'Abraham Zacuto

Le Regimento do estrolabio e do quadrante serait le premier manuel européen de navigation et le premier almanach nautique. En 1484, des mathématiciens et astronomes se réunirent à la demande de Jean II du Portugal dans le but d'établir une méthode astronomique fiable pour la détermination de la latitude en mer en faisant usage des relevés de la position du Soleil au-dessus de l'horizon. Le Regimento do estrolabio e do quadrante est l'aboutissement de  ce travail. L'ouvrage réunissant les connaissances les plus avancées sur le sujet à la fin du XVe siècle. Abraham Zacuto, nommé astronome royal, en aurait été le principal maître d’œuvre étant l'auteur de l’Almanach Perpetuum publié en 1496, à Leiria. L'imprimeur Valentim Fernandes, traducteur de Marco Polo, imprima le "Regimento" (texte de l'exemplaire d'Evora, aujourd'hui perdu).
L'ouvrage comprend les tables nautiques de João de Lisboa (pt), Francisco Faleiro (pt), Pedro Nunes et de l'Espagnol Enciso établies d'après un cycle solaire de quatre années. Toutefois en ce qui concerne l'édition de 1498, sur les vingt tables qu'il contient quinze sont des copies issues des tables de l'Almanach Perpetuum de Zacuto, sans l'indication du nom de cet auteur. Le document aurait été connu en Espagne au début du XVIe siècle.